# VDNKh (métro de Moscou)
VDNKh (en russe : ВДНХ) est une station de la ligne Kaloujsko-Rijskaïa (ligne 6 orange) du métro de Moscou, située sur le territoire du raïon Alekseïevski  dans le district administratif nord-est de Moscou.
Elle est mise en service en 1958.
La station est ouverte tous les jours aux heures de circulation du métro. Elle est desservie par des tramways, des trolleybus et des autobus.

## Situation sur le réseau
Établie en souterrain, à 54 m sous le niveau du sol, la station VDNKh est située au point 073+38 de la ligne Kaloujsko-Rijskaïa (ligne 6 orange), entre les stations Botanitcheski sad (en direction de Medvedkovo), et Alekseïevskaïa (en direction de Novoïassenevskaïa).
En direction de Botanitcheski sad il y a une connexion entre les tunnels et deux voies de garage

## Histoire
La station de métro est inaugurée le 1er mai 1958 et acquiert son nom par rapport à l'Exposition agricole de l'Union Soviétique, tenue à proximité. Cependant, après quelques jours, le 28 mai 1958, le Conseil des ministres de l’URSS prend la décision de rassembler les foires industrielles, agricoles et de bâtiments en une seule et même foire, appelée l'Exposition des réalisations de l'économie nationale de l'URSS. Ainsi, le 16 juillet 1959, VDNKh URSS est ouverte pour les visiteurs et est située à l'endroit de l'emplacement VSKhV. Après le changement de nom de l'exposition, le 12 décembre 1959, la station de métro est rebaptisée (acronyme de Выставка достижений народного хозяйства, soit l'Exposition des réalisations de l'économie nationale).
Le 23 juillet 1992, à la suite du décret du Président de la Russie et de la décision de la Douma, VDNKh change de nom et devient le Centre panrusse des expositions. Cependant, la station de métro VDNKh garde son nom. Il y avait bien les projets de rebaptiser la station en « Vystavotchnaïa » (1991) ou « Rostokino » (1992), mais ils n'ont pas été menés à terme.
VDNKh est une des stations du métro de Moscou les plus profondes (53,5 mètres de profondeur). En ce qui concerne la décoration, il n'y a que des grilles circulaires sur les ouvertures de la ventilation et des lustres en cristal. Les murs de la salle de la station sont revêtus de marbre. Les murs des couloirs sont faits, en haut, en jaune œuf, et en bas, revêtus de carreaux noirs. Quant au sol, il est constitué de granit rouge et gris.
La station est une des plus encombrées du métro de Moscou (le nombre de passagers qui descendent à VDNKh est d'environ 136 900 par jour). Et il semble que ce chiffre augmente encore aujourd'hui. Ceci s'explique par le fait que la gare autoroutière se trouve à proximité de VDNKh.

## Services aux voyageurs

### Accès et accueil
Il y a deux halls qui donnent chacun sur le boulevard Prospekt Mira. La sortie du hall situé au nord est en forme de rotonde et fut ouverte en 1958. Elle dessert immédiatement le monument des Conquérants de l'Espace et se trouve à 350 mètres du monorail suspendu. Le second hall, situé au sud, fut ouvert le 25 août 1997. De cette sortie, on peut rejoindre le souterrain qui permet l'accès au côté opposé du boulevard Prospekt Mira. Les deux halls sont munis d'escaliers mécaniques.

## Galerie

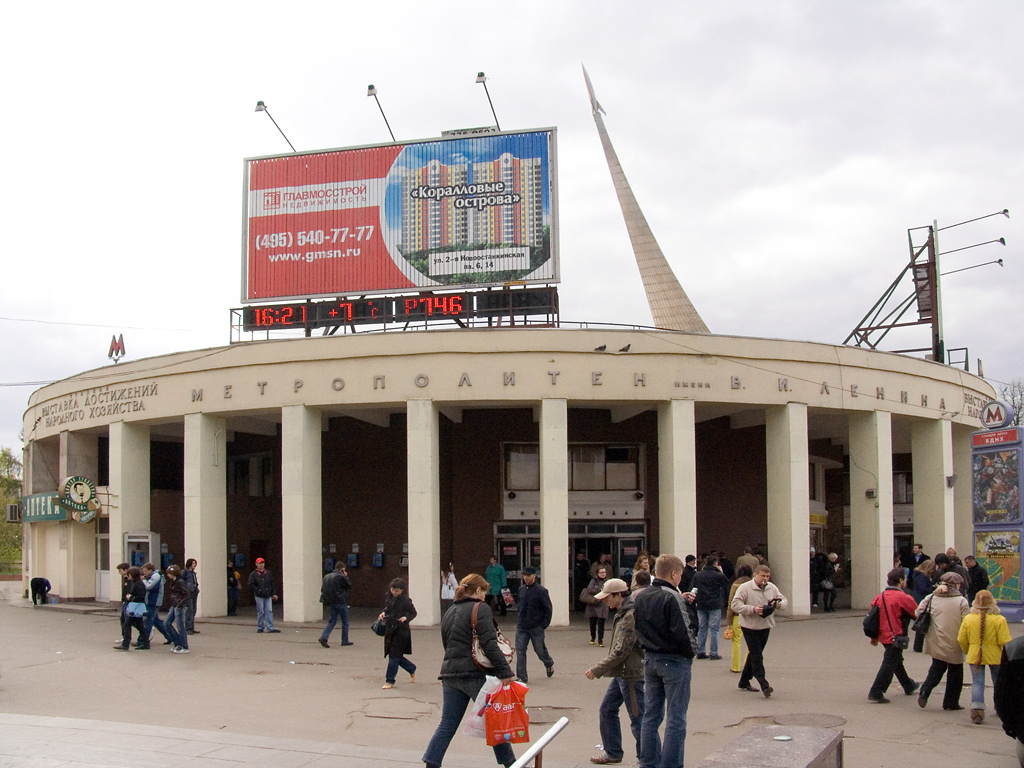
Sortie nord de la station de métro VDNKh, avec la flèche du monument des Conquérants de l'Espace en arrière-plan.
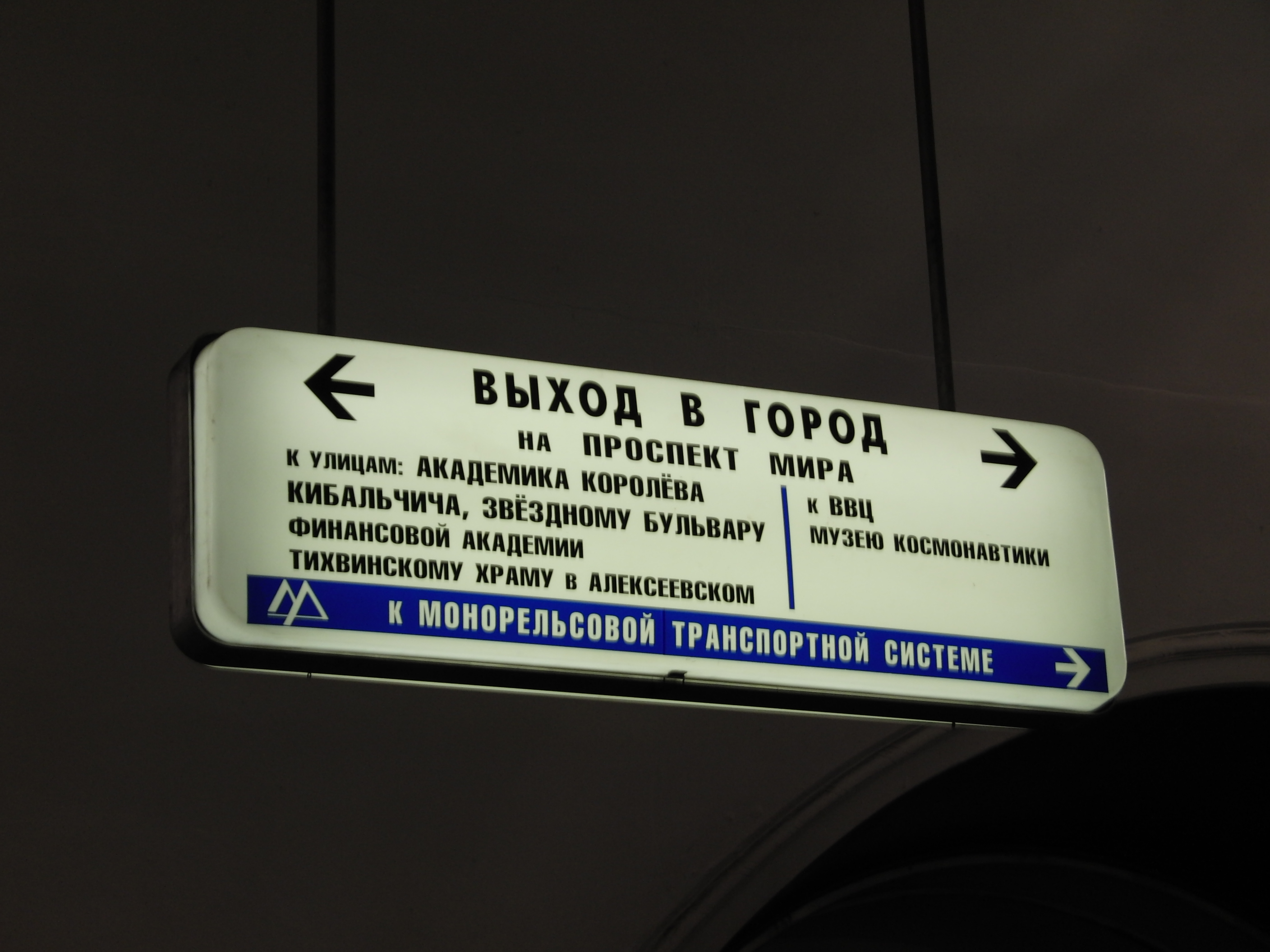
Sorties sur le boulevard Prospekt Mira: à gauche accès au hall sud, à droite accès au hall nord situé à proximité du Musée des cosmonautes.
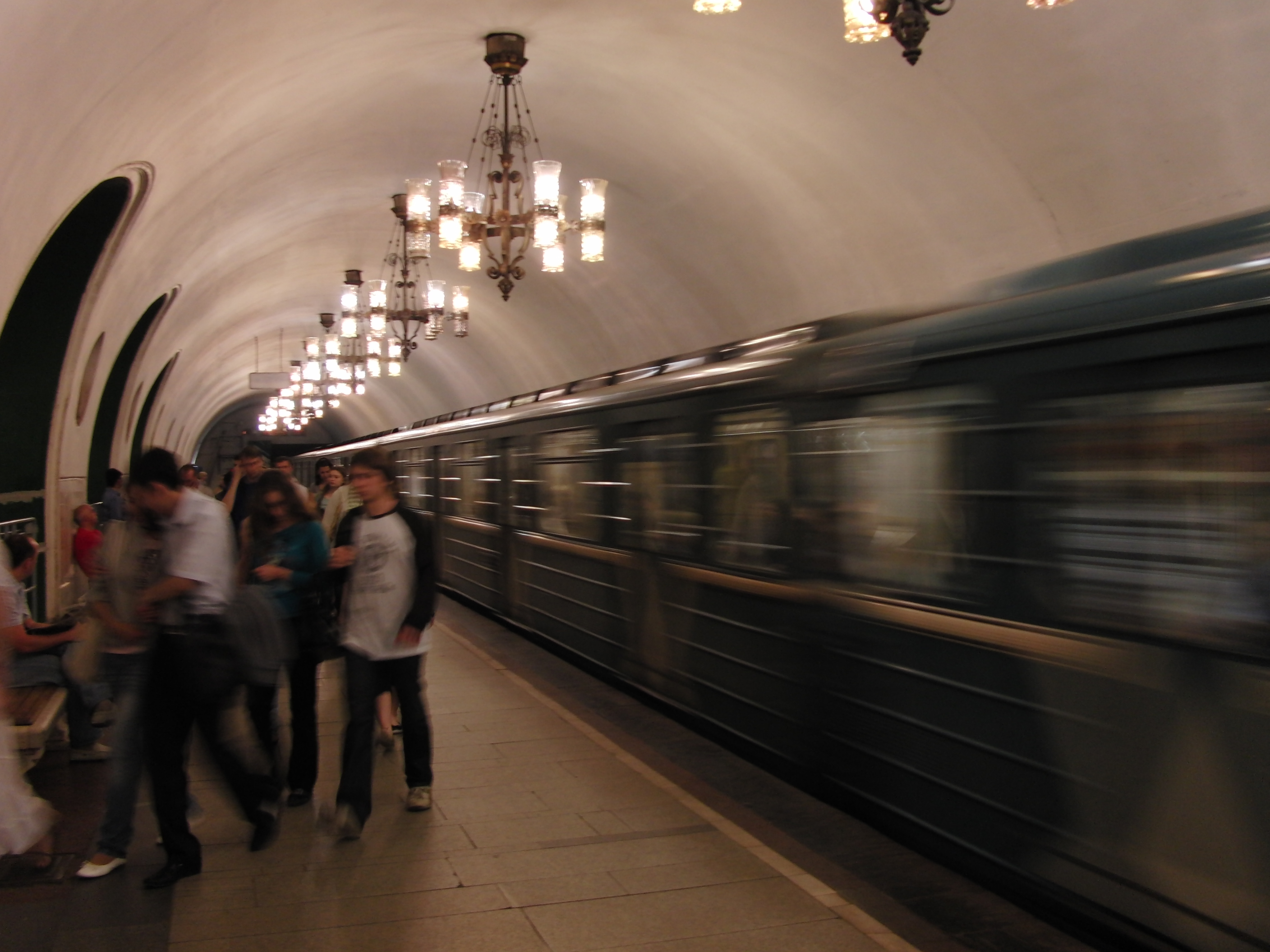
Affluence sur les quais.
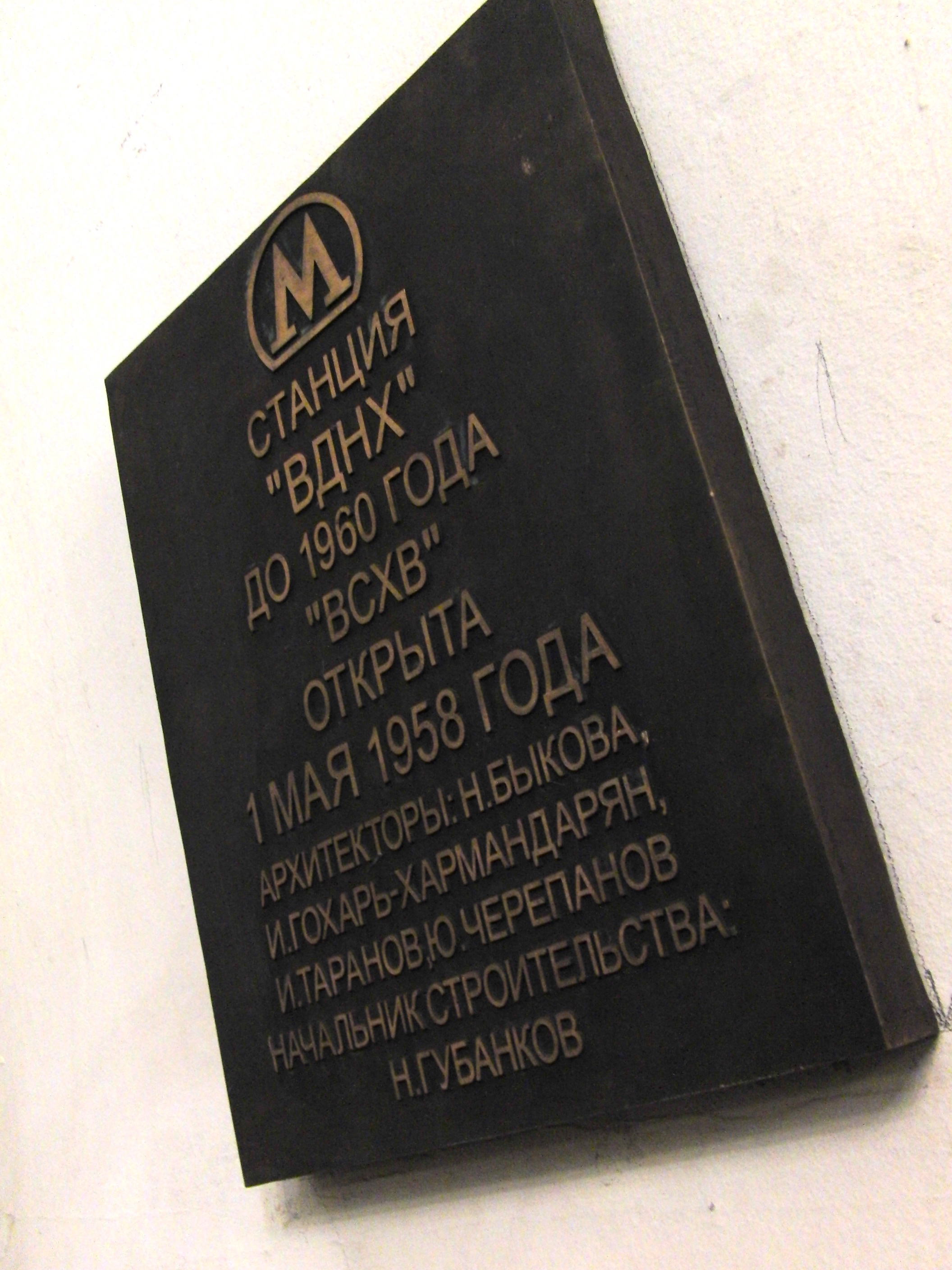
Plaque inaugurale de la station.
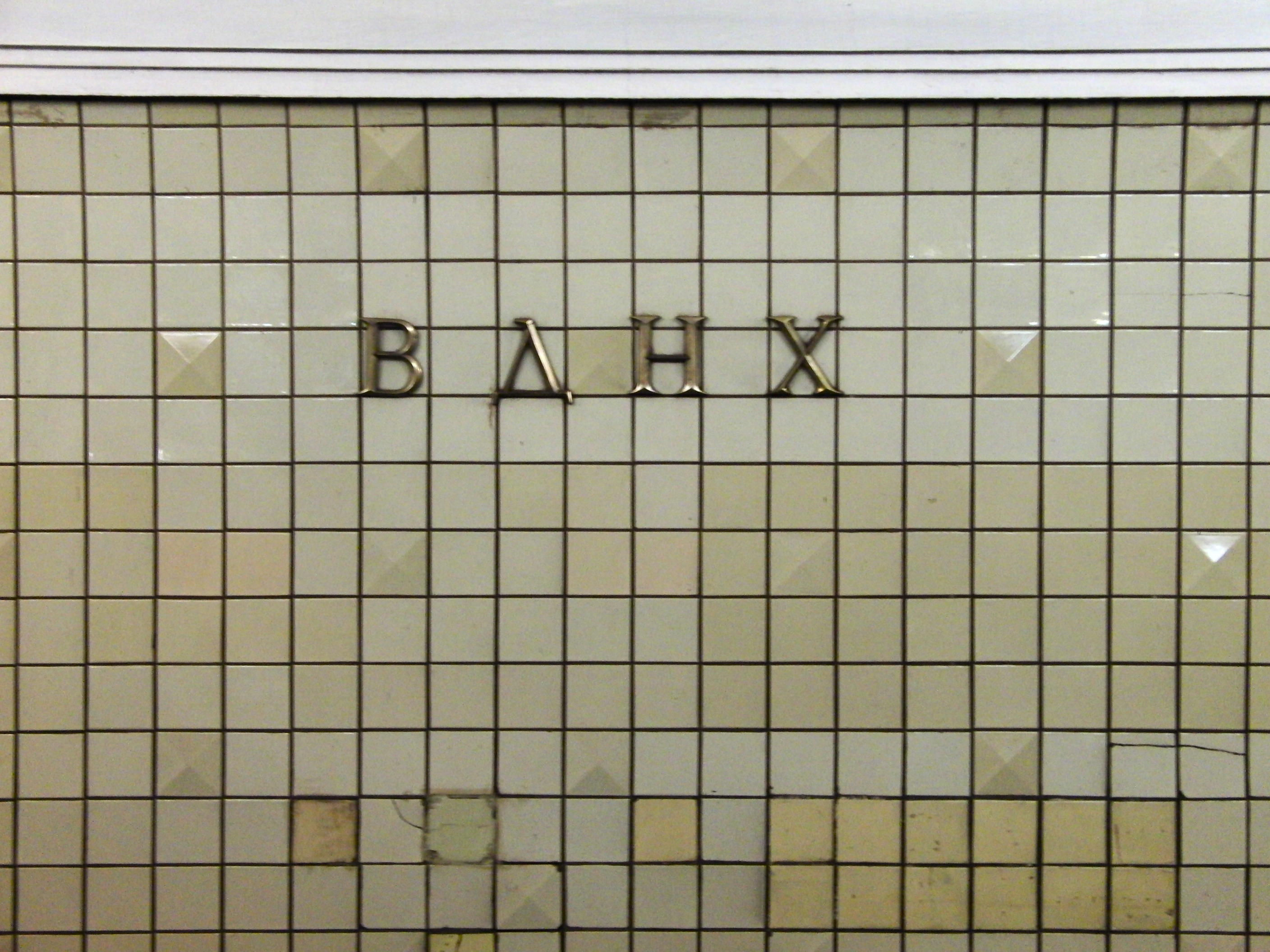
VDNKh.

## Culture populaire
VDNKh est la station d'origine d'Artyom, héros des romans de Dmitri Gloukhovski, Métro 2033, et des jeux dérivés